# Blastómero

Diagrama dum blastocisto, com a sua membrana (trofoblasto), a sua cavidade (blastocélio), a massa celular interna (embrioblasto); em relação ao endométrio.

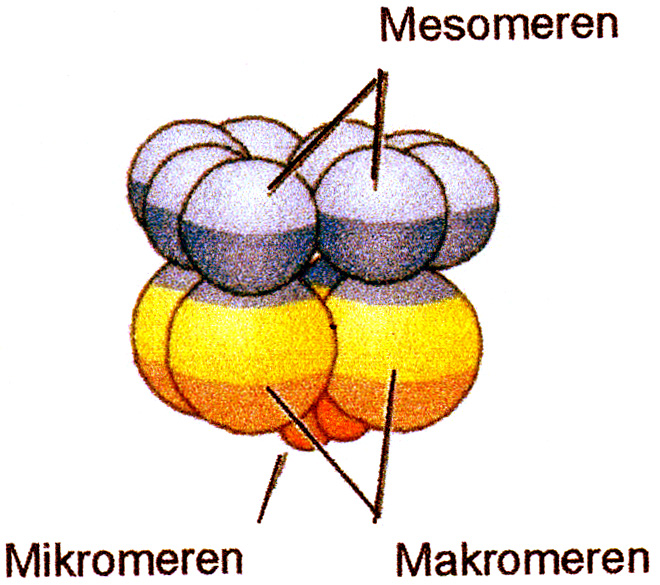
Blastómero

O blastômero é a estrutura que resulta da divisão do ovo fertilizado durante o desenvolvimento embrionário.
No seu caminho até ao útero, o ovo permanece livre nos líquidos da secreção tubária e uterina. Aqui não vai crescer, mas divide-se activamente fazendo com que se diminuam o tamanho das células-filhas. Chama-se a este processo de clivagem, consistindo em sucessivas divisões mitóticas do zigoto, resultando num rápido aumento do número de células. As células-filhas originárias do ovo fecundado são denominadas blastómeros. Eles vão dar origem à mórula.